# K.K. Partizan 1996-1997
Questa pagina raccoglie le informazioni riguardanti il Košarkaški klub Partizan nelle competizioni ufficiali della stagione 1996-1997.

## Roster
| N° | Naz.                  | Ruolo | Sportivo           |  | Alt. |  |
| -- | --------------------- | ----- | ------------------ |  | ---- |  |
| 4  | Jugoslavia (bandiera) | P     | Dragoljub Vidačić  |  | 189  |  |
| 5  | Jugoslavia (bandiera) | G     | Haris Brkić        |  | 198  |  |
| 7  | Jugoslavia (bandiera) | A     | Aleksandar Čubrilo |  | 207  |  |
| 8  | Jugoslavia (bandiera) |       | Mišel Lazarević    |  |      |  |
| 9  | Jugoslavia (bandiera) | G     | Miroslav Berić     |  | 200  |  |
| 10 | Jugoslavia (bandiera) | C     | Dejan Koturović    |  | 213  |  |
| 11 | Jugoslavia (bandiera) |       | Vladimir Vidačić   |  |      |  |
| 11 | Jugoslavia (bandiera) | C     | Ratko Varda        |  | 216  |  |
| 12 | Jugoslavia (bandiera) | C     | Dejan Tomašević    |  | 208  |  |
| 13 | Jugoslavia (bandiera) | GA    | Vladimir Petrović  |  | 198  |  |
| 14 | Jugoslavia (bandiera) | C     | Predrag Drobnjak   |  | 211  |  |
| 15 | Jugoslavia (bandiera) | P     | Dragan Lukovski    |  | 185  |  |
|    | Jugoslavia (bandiera) | AP    | Milan Dozet        |  | 203  |  |
|    | Jugoslavia (bandiera) | P     | Vule Avdalović     |  | 187  |  |
|    | Jugoslavia (bandiera) | All.  | Miroslav Nikolić   |  |      |  |